# Vita Sancti Severini

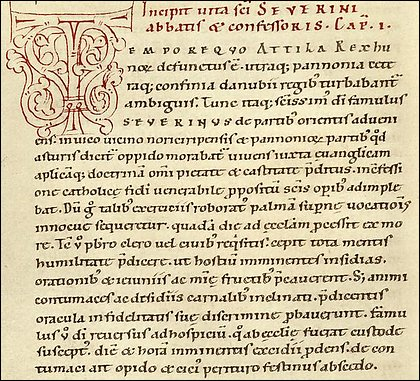
Vita Sancti Severini, Codex Vindobonensis

Die Vita Sancti Severini des Eugippius (* ca. 465; † nach 533) ist eine Biographie des Hl. Severin von Noricum (* um 410; † 482). Die Heiligenvita des 6. Jahrhunderts wird auf 511 datiert.
Inhalt und Intention des Werkes ist, wie in der Mehrzahl der überlieferten Heiligenviten, die erhöhende Darstellung des Lebens und der Wundertätigkeit des beschriebenen Heiligen, in diesem Fall das eines Missionars im oberen Donauraum. Der Text stellt – trotz der Problematik hagiographischer Literatur aus geschichtswissenschaftlicher Sicht – für die Verhältnisse im Mitteleuropa des 5. und 6. Jahrhunderts, an der Wende der Antike zum Frühmittelalter, eine wertvolle zeitgenössische Quelle dar. Der Wahrheitsgehalt der geschilderten konkreten Ereignisse und Episoden ist jedoch in der Forschung umstritten. Da in der Völkerwanderungszeit nach der Zeit Attilas erhaltene Quellen insgesamt extrem selten sind, ist die Vita allerdings in vielen Thematiken die einzige schriftliche Überlieferung überhaupt. Außerdem teilt der Autor die oft sehr politisch motivierte Sicht des späteren karolingischen Frühmittelalters mit seinen wiederaufkommenden Großreichen nicht.
Eugippius war der dritte Abt des von Severin gegründeten Klosters und Ordens zu Favianis (vermutlich Mautern an der Donau bei Krems in Niederösterreich), das kurz nach Severins Tod, 488, aufgegeben und nach Italien verlegt wurde. Die Lage an der Donau war wegen der Germaneneinfälle unhaltbar geworden, und 487 hatte Odoaker alle römischen Bürger nach Italien zurückbeordert. Die Niederlassung des Severinordens wurde in Castellum Lucullanum bei Neapel neu aufgebaut; dort wird das Werk wohl entstanden sein. Ob Eugippus schon in Favianis in den Orden eingetreten und Severin noch persönlich begegnet war, ist in der Forschung umstritten.
Die Vita deckt den Zeitraum von kurz nach dem Tode Attilas (453) bis zum Tod Severins ab und beschreibt insbesondere seine Reisen in Ufernorikum, nach Cucullae (heute Kuchl) und Iuvavum (Iuavo, heute Salzburg) und in die Gegend um Batavis (heute Passau, seinerzeit schon Rätien).
Die Vita Sancti Severini wurde unter anderem von Theodor Mommsen 1898 herausgegeben und erlebte zahlreiche Editionen, Kommentare und Ähnliches. Sie ist in einer Art frühem Kirchenlatein gehalten. Von speziellen Ausgaben seien erwähnt: Eugyppii Abbatis opera, herausgegeben von Johannes Basilius Herold (Basel 1542) und G. W. Robinsons Übersetzung The Life of Saint Severinus (Cambridge 1914).

## Werkausgaben
- Lateinischer Text der Vita Sancti Severini in der Latin Library (private Webseite)
- Theodor Nüsslein (Hrsg.): Vita Sancti Severini, Das Leben des heiligen Severin. Lateinisch/Deutsch. Reclam, Stuttgart 1999, ISBN 3-15-008285-4.
- Hermann Sauppe (Hrsg.): Eugippii Vita sancti Severini. Monumenta Germaniae Historica, München 1985, ISBN 3-88612-011-2 (Nachdruck der Ausgabe Berlin 1877[3]).
- Leben des heiligen Severin, übersetzt von Carl Rodenberg. Duncker, Leipzig 1878.